# Giovanni Vigo
Giovanni Vigo (fl. XIX-XX secolo) è stato un calciatore italiano.

## Carriera
Giovanni Vigo fu un giocatore della Juventus per due stagioni. Fece il suo esordio contro il Torinese il 1º marzo 1903 partita vinta per 5-0, mentre la sua ultima partita fu contro il Milan, in un pareggio per 0-0 il 29 aprile 1906. In totale collezionò 4 presenze e nessuna rete in bianconero.

## Statistiche

### Presenze e reti nei club
| Stagione  | Club     | Campionato | Campionato | Campionato | Campionato |
| Stagione  | Club     | Comp       | Pres       | Reti       |            |
| --------- | -------- | ---------- | ---------- | ---------- | ---------- |
| 1902-1903 | Juventus | CI         | 2          | 0          |            |
| 1905-1906 | Juventus | PC         | 2          | 0          |            |
| Totale    | Totale   | Totale     | 4          | 0          |            |